# 浜松市姫街道と銅鐸の歴史民俗資料館
浜松市姫街道と銅鐸の歴史民俗資料館（はままつしひめかいどうとどうたくのれきしみんぞくしりょうかん）は、静岡県浜松市浜名区細江町気賀にある博物館。1980年（昭和55年）8月5日に引佐郡細江町の細江町立姫街道歴史民俗資料館（ほそえちょうりつひめかいどうれきしみんぞくしりょうかん）として開館し、2005年（平成17年）7月1日に細江町が浜松市に編入されたことで現行名称に改称した。浜松市博物館の分館と位置付けられている。

## 沿革
- 1980年（昭和55年）8月5日 - 細江町立姫街道歴史民俗資料館が開館。
- 2005年（平成17年）7月1日 - 浜松市姫街道と銅鐸の歴史民俗資料館に改称。

## 展示

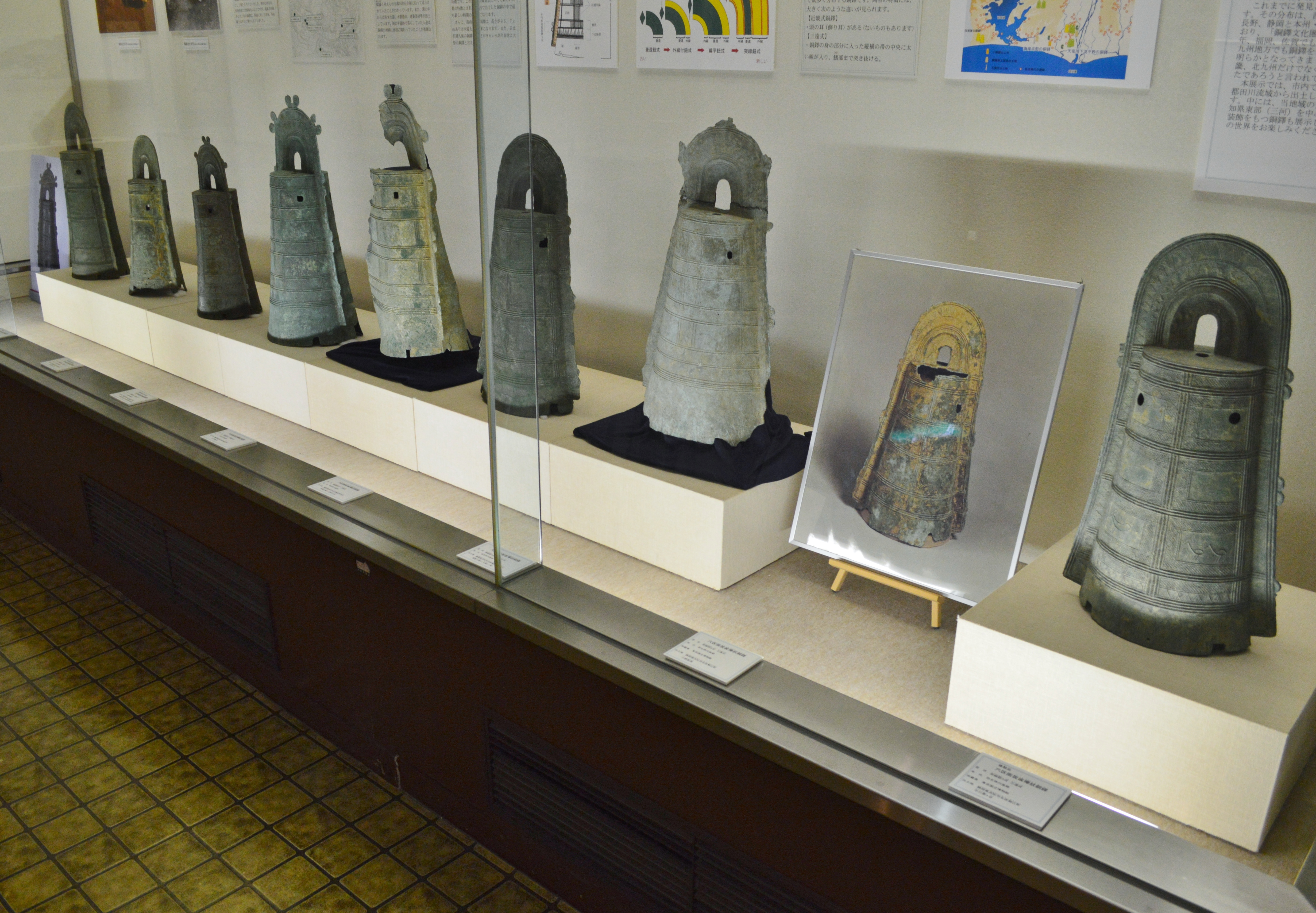
銅鐸展示状況

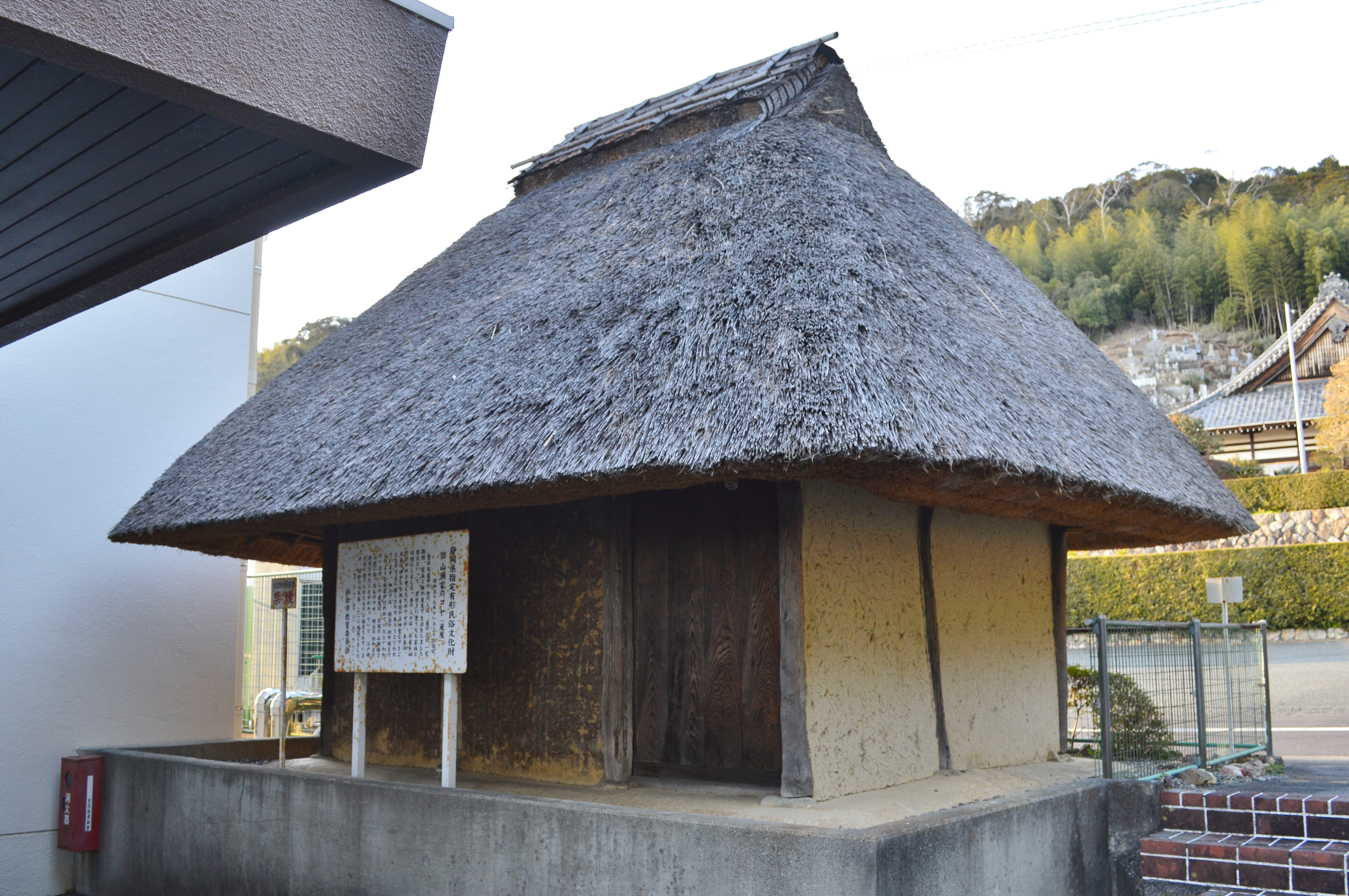
産屋
（静岡県指定有形民俗文化財）

気賀は姫街道（本坂通）の関所が設置された場所であり（気賀関所）、姫街道に関する資料を展示している。また当地域から出土した銅鐸や、藺草生産関連資料なども展示する。
主な展示品は次の通り。
- 銅鐸 - 弥生時代の三遠式銅鐸・近畿式銅鐸。
- 姫街道の往来と諸道具 - 江戸時代。
- 藺草生産関連道具 - 江戸時代。
- 産屋 - 江戸時代。移築保存。

## 文化財

### 静岡県指定文化財
- 有形文化財
  - 銅鐸（浜松市北区新都田 前原遺跡出土）（考古資料） - 2000年（平成12年）11月17日指定[2]。
  - 銅鐸（浜松市北区細江町中川 滝峯才四郎谷遺跡出土）（考古資料）
- 有形民俗文化財
  - 旧山瀬家のコヤ - 1984年（昭和59年）11月30日指定[3]。

### 浜松市指定文化財
- 有形文化財
  - 袈裟襷文銅鐸（浜松市北区細江町中川天満平穴ノ谷出土）（考古資料）
  - 袈裟襷文銅鐸（浜松市北区細江町中川滝峯七曲り出土）（考古資料） 2口[4]
  - 袈裟襷文銅鐸（浜松市北区細江町中川不動平出土）（考古資料）[4]

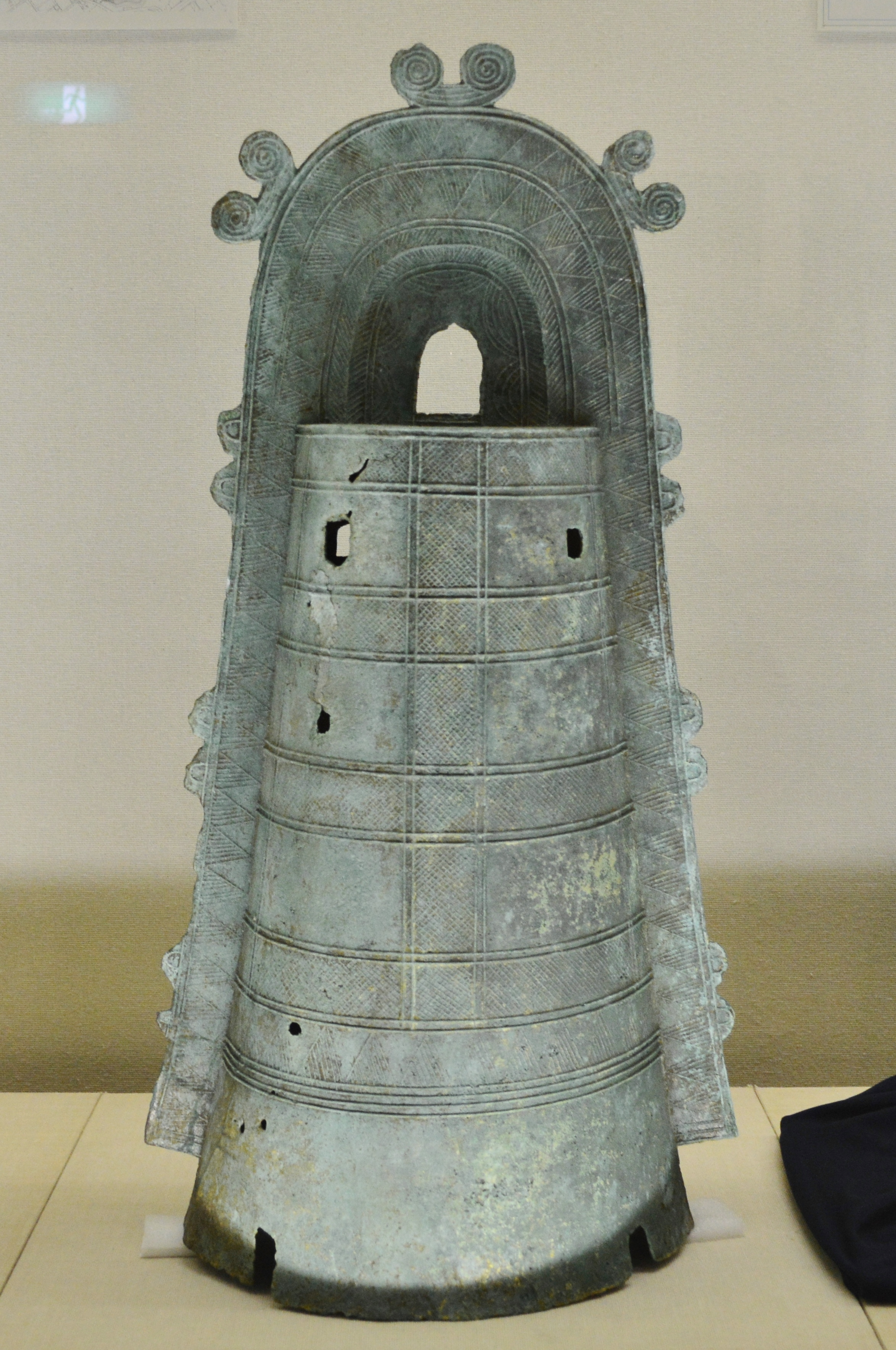
滝峯才四郎谷銅鐸（静岡県指定文化財） 突線鈕2式、近畿I式。
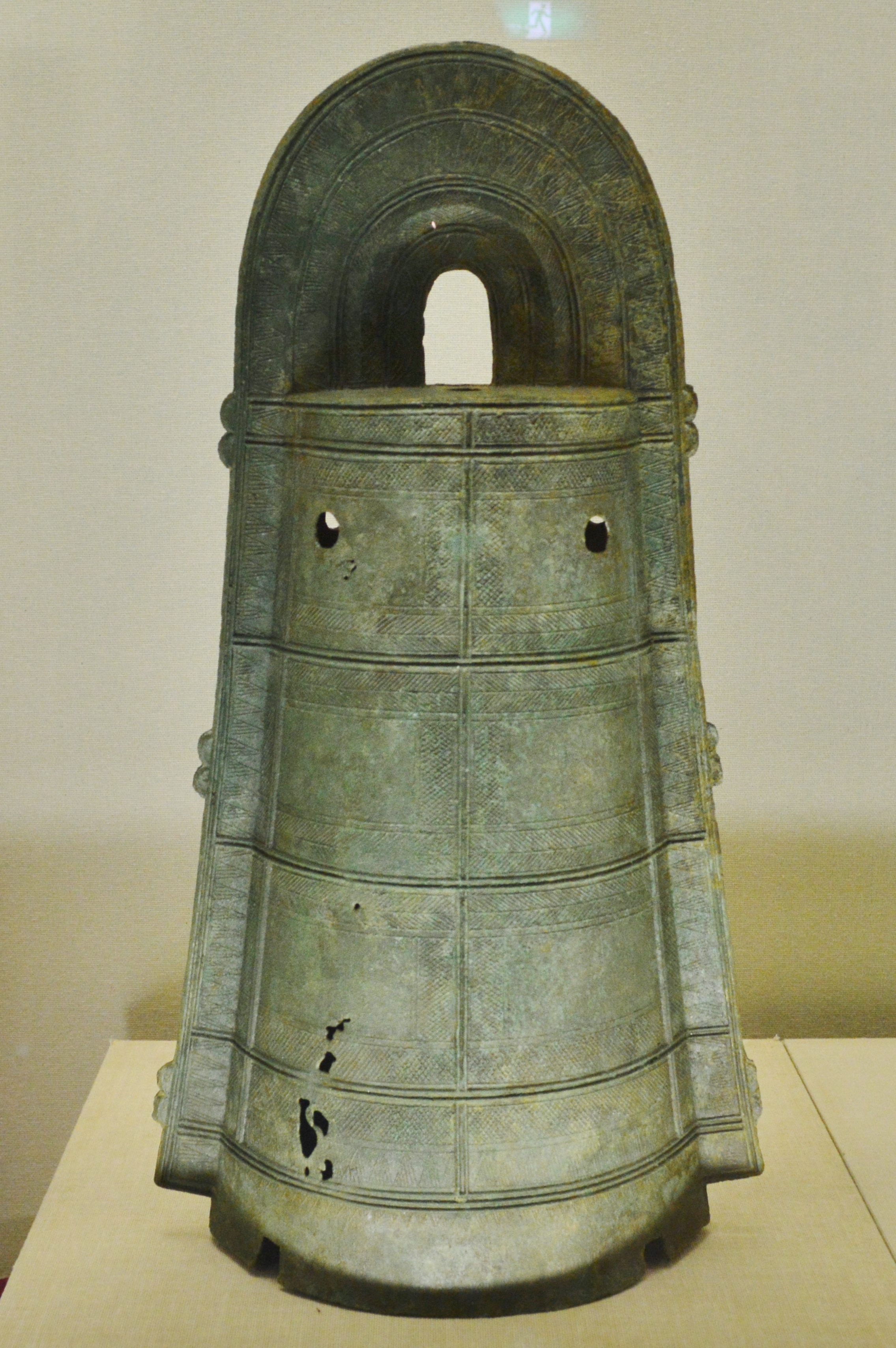
前原銅鐸（静岡県指定文化財） 突線鈕2式、三遠式。
穴ノ谷銅鐸（浜松市指定文化財） 突線鈕3式、近畿II式。
不動平銅鐸（浜松市指定文化財） 突線鈕3式、近畿II式。
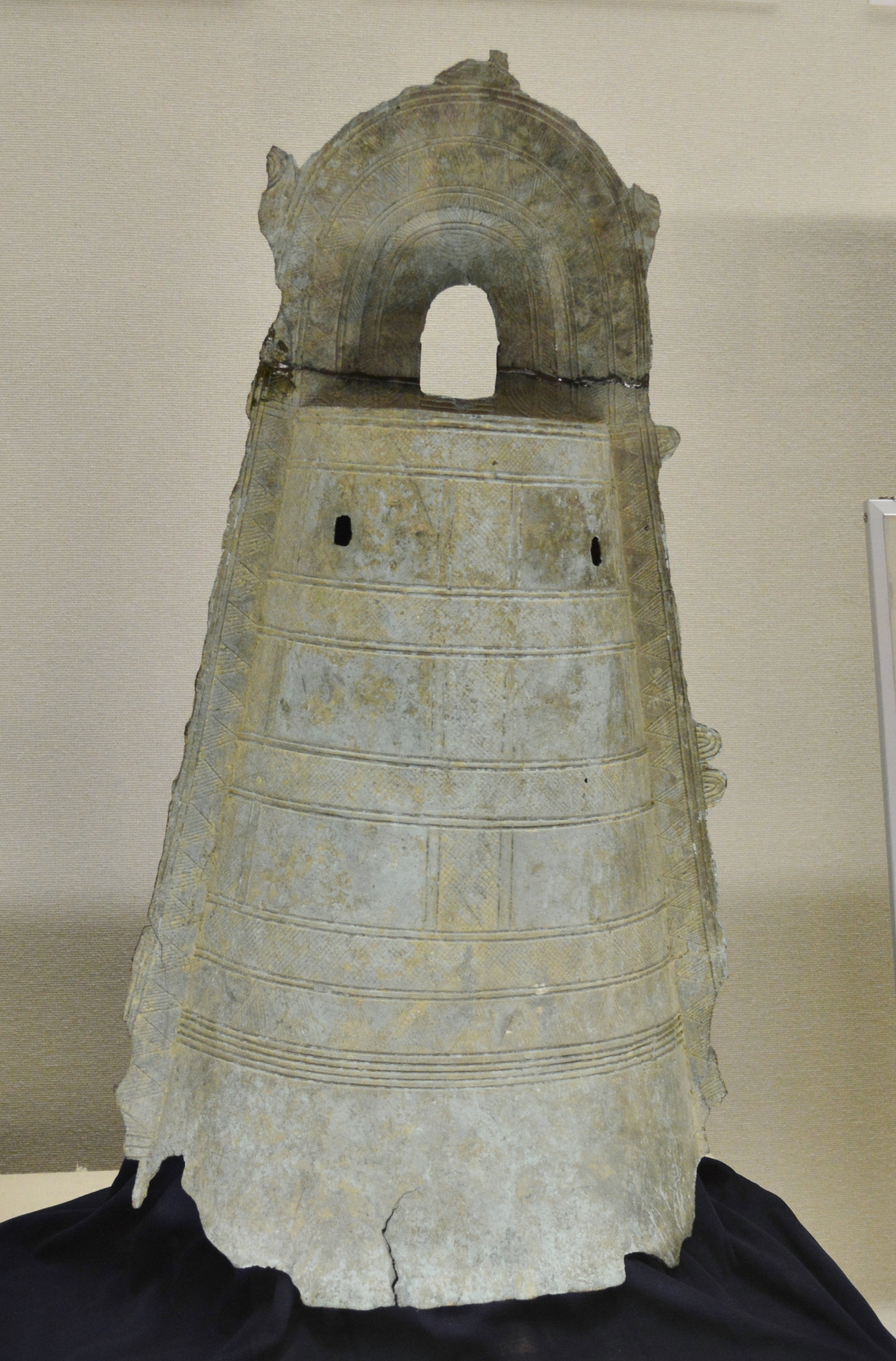
七曲がり1号銅鐸（浜松市指定文化財） 突線鈕3式、近畿II式。
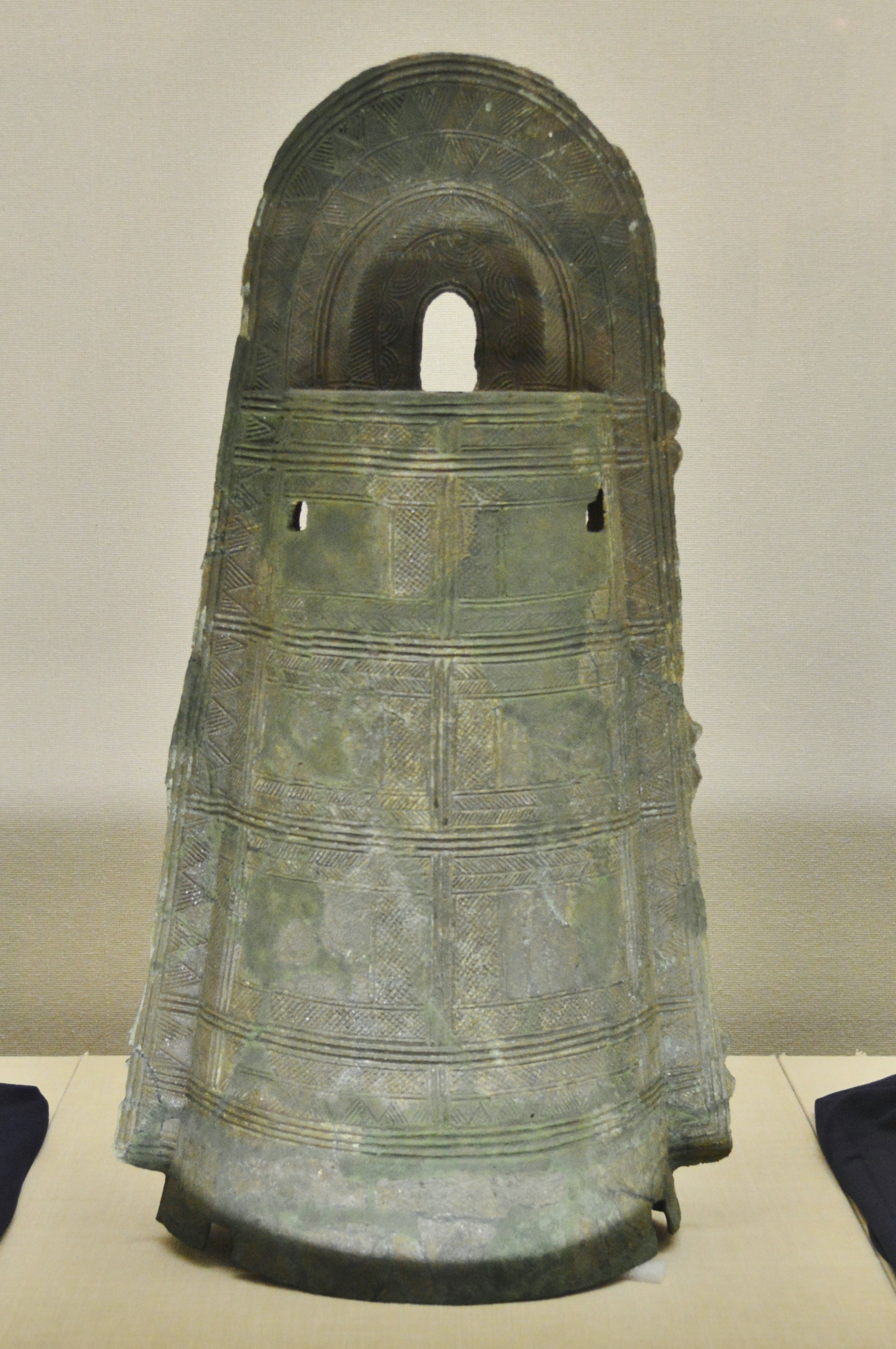
七曲がり2号銅鐸（浜松市指定文化財） 突線鈕3式、三遠式。
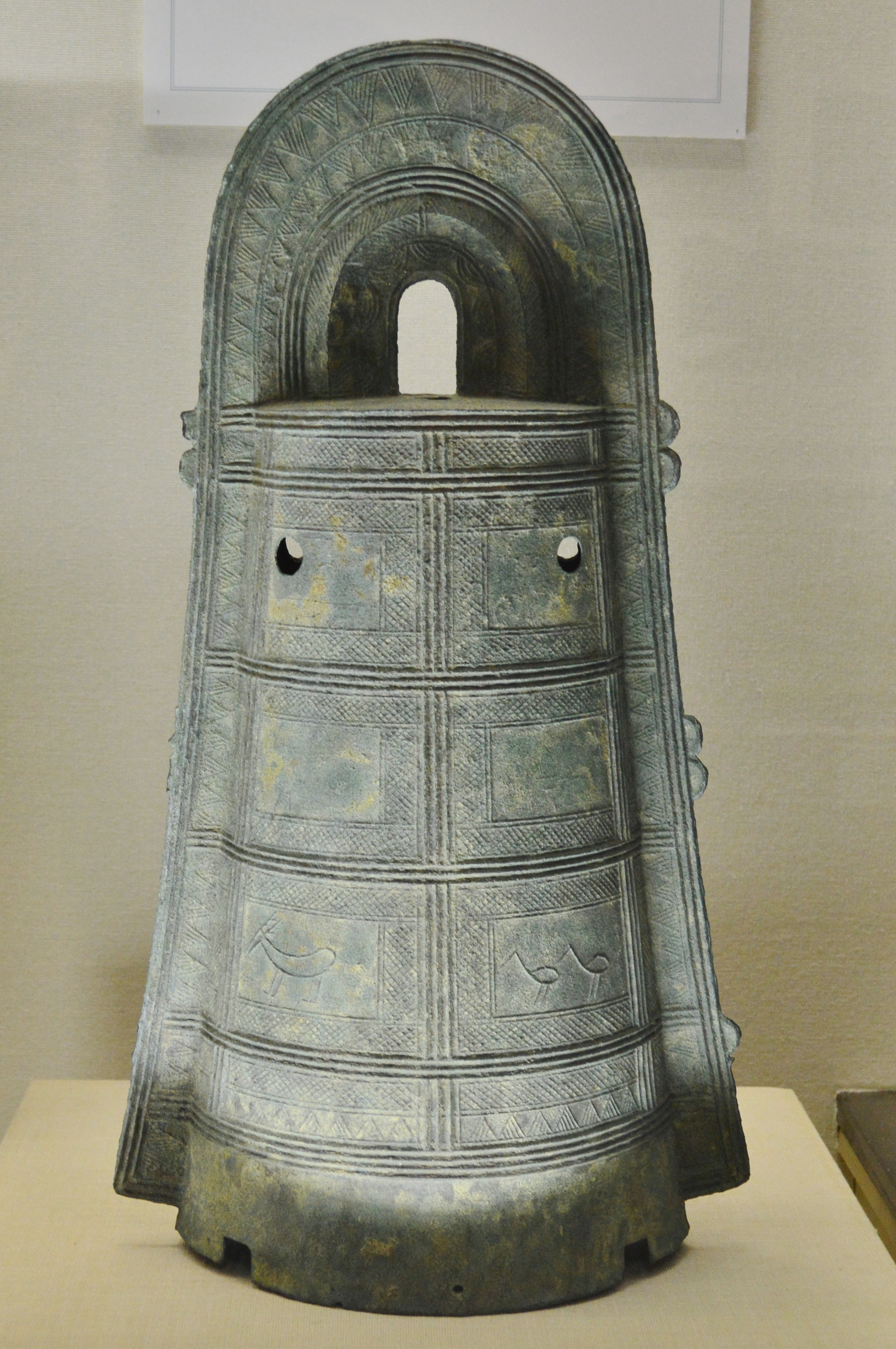
悪ヶ谷銅鐸（複製） 突線鈕3式、三遠式。
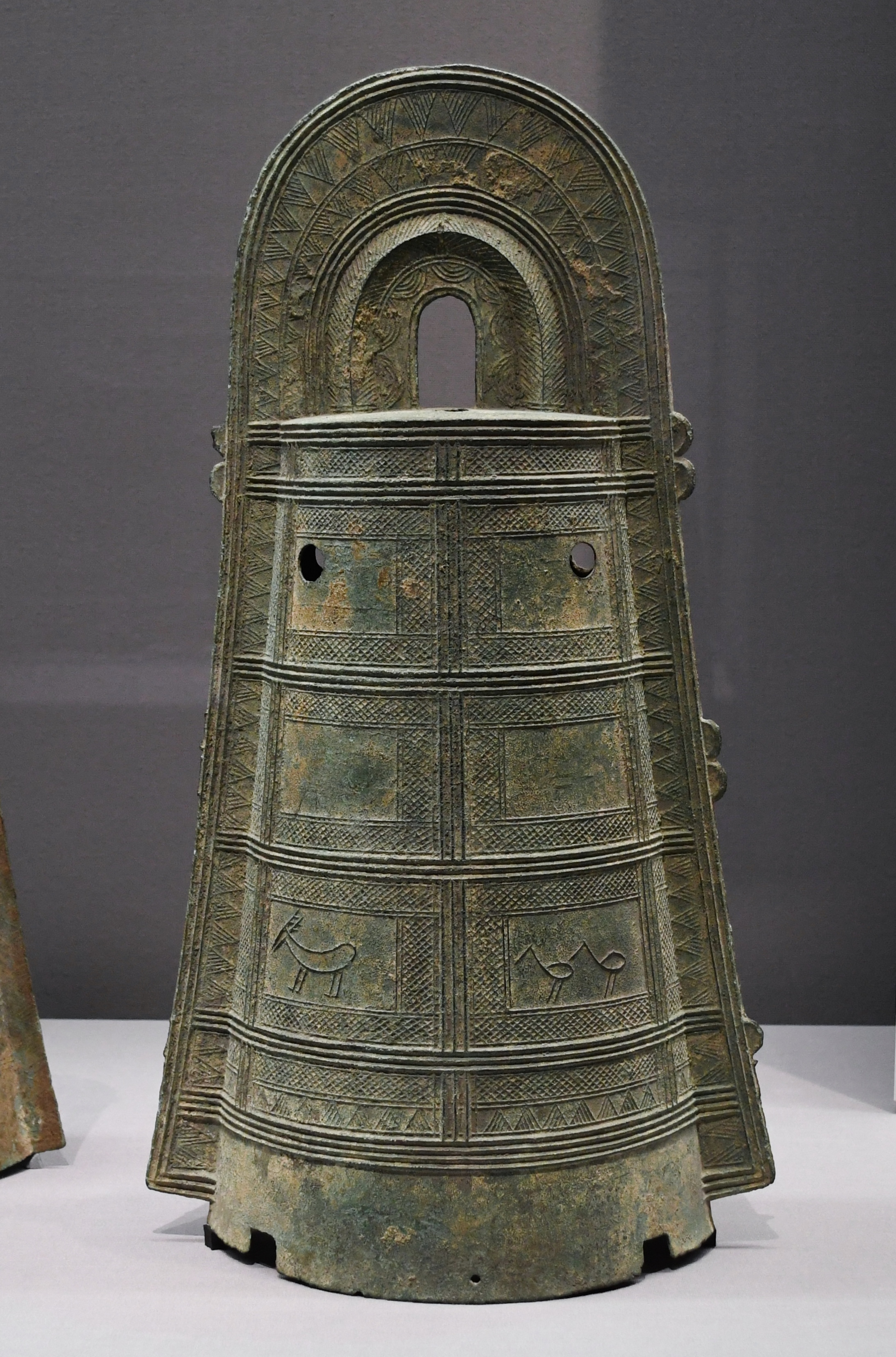
悪ヶ谷銅鐸（原品：参考画像） 東京国立博物館展示。
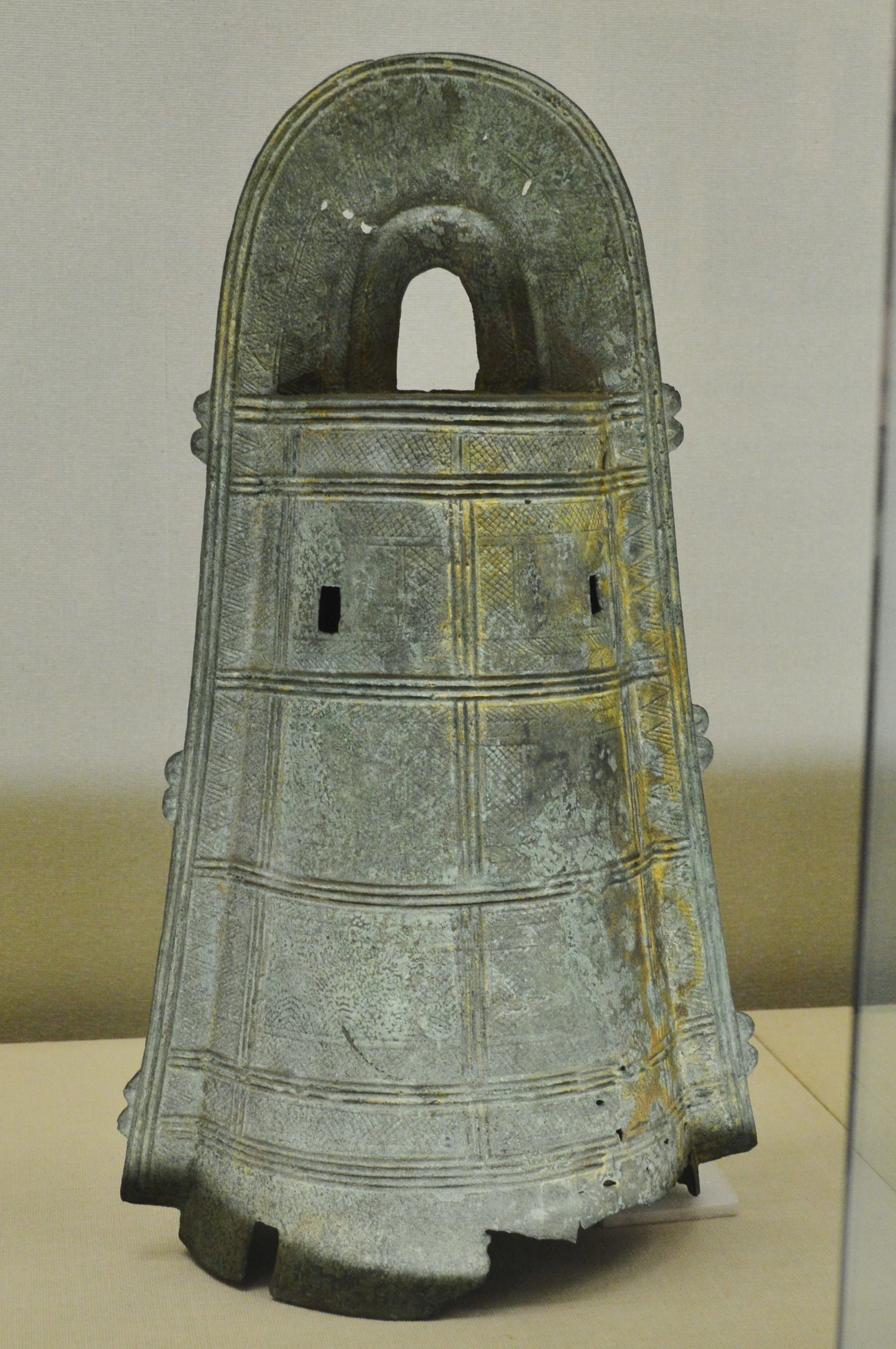
船渡1号銅鐸（複製） 突線鈕3式、三遠式。

## 利用案内
- 所在地 - 静岡県浜松市浜名区細江町気賀1015番地1[1]。
- アクセス - 天竜浜名湖鉄道天竜浜名湖線 気賀駅から徒歩で約7分[1]。
- 開館時間 - 9時～17時[1]
- 入館料 - 無料[1]
- 休館日 - 月曜日、祝日の翌日、年末年始（12月29日～1月3日）[1]